# Die Versuchung des heiligen Antonius (Teniers, 1634)
Die Versuchung des heiligen Antonius ist ein Gemälde des flämischen Malers David Teniers der Jüngere (1610–1690). Teniers war bekannt für seine Darstellungen von Wirtshausszenen, Kirmesbildern und Dorflandschaften. Er widmete sich verstärkt einer Genremalerei mit allegorischem Bezug. Biblische Themen stellen nur einen kleinen Bereich seines Gesamtwerks da. Von dem religiösen Thema der Versuchungen des heiligen Antonius schien er besonders fasziniert, so dass er es wiederholt malte, variierte oder ganz neu gestaltete. Insgesamt hat David Teniers d. J. um die 100 bis 200 Gemälde zu diesem Thema geschaffen.

## Bildbeschreibung
Das erste von David Teniers geschaffene Bildnis zum Thema der Versuchung des heiligen Antonius ist um 1634 entstanden und in Öl auf Kupfer gemalt. Das Bild ist 37 × 56 cm groß und befindet sich im Museum Wasserburg Anholt.
Bildinhalt
Auf dem Gemälde blickt der Betrachter in das Innere einer Höhle, in der auf der linken Seite hinter einem Felsbrocken und vor einem seitlichen kleinen Fenster der heilige Antonius steht. Antonius, als alter Mann in einer Mönchskutte mit Aureole dargestellt, hat die Hände zum Gebet gefaltet. Vor ihm auf dem Felsbrocken ist ein großes Buch aufgeschlagen. In der Fensteröffnung befindet sich ein Totenkopf, auf dem ein Kot klecksendes Hühnchen im Ei sitzt. Der Heilige wendet sich mit missmutigem Blick nach rechts einer edel gekleideten jungen Frau zu, die dem Betrachter den Rücken zukehrt und Antonius ein Glas mit Wein anbietet. Ihre krallenartigen Füße unterstreichen ihre teuflische Abstammung. Hinter Antonius befindet sich eine dunkel gekleidete Gestalt mit einem großen Hut, die auf den Heiligen einzureden scheint und die Rolle der Kupplerin einnimmt. Umgeben wird die Antoniusgestalt von allerlei Teufels- und Mischwesen, wobei vier lustige Musiker vor dem Felsen ins Auge fallen. Wie in einer von Teniers Wirtshausszenen sitzen hier vier vom Äußeren und von der Kleidung wie Bauersleute wirkende Gesellen. Die Person in der Mitte liest von einem Blatt ab und singt. Auch die rechts sitzende Person singt eifrig mit. Auf der linken Seite lauscht ihnen ein Mann, der seine Pfeife aus dem Mund genommen hat. Rechts vor den beiden singenden Männern sitzt eine ebenfalls vom Körper menschliche Person, die einen Tierschädel über dem Kopf trägt und ihr Blasinstrument zum Blasen in die Nase gesteckt hat. Ganz links im Vordergrund sitzt auf einem Stein ein teuflisches Wesen in menschlicher Kleidung mit einem vogelähnlichen Kopf und Krallenfüßen. In der Hand hält es einen Besen, in dem eine brennende Kerze steckt. Auf der rechten Seite im Vordergrund sind einige teuflische Wesen damit beschäftigt, ein Schwein, das Attribut des heiligen Antonius, zu schlachten. Eine Frau mit krallenartigen Füßen hält eine Pfanne bereit, um das erste Blut aufzufangen. Diese Szenerie spielt vor einer kleinen Holzhütte, aus deren Dach ein drachenartiges Wesen herausschaut. Über dem heiligen Antonius fliegt eine Fledermaus, und zwei geflügelte Fische bekämpfen sich.
Darstellung
Teniers stellt in seinem Bildnis zwei Arten der Verführung aus der Antoniuslegende dar, die sich dem Betrachter in Form der weltlichen Genüsse des Pfeiferauchens und der erotischen Verführung durch die Jungfrau zeigen, die im 17. Jahrhundert in Flandern mit dem Alkohol verbunden wurde. Die Versuchergruppe ist nicht im Zentrum des Bildes dargestellt und wird nicht durch das vom Fenster hereinfallende Licht hervorgehoben. Teniers stellt in diesem Bild vielmehr den teuflischen Spuk mit seinen vielfältigen phantastischen Wesen in den Vordergrund, die Versuchung selbst tritt zurück. Die Teufelswesen werden durch ihre oft verzerrten und grimassenartigen Gesichtsausdrücke und die Tierfüße als teuflische Kreaturen gekennzeichnet.

## Ähnliche Gemälde (Auswahl)

David Teniers (d. J.): „Die Versuchung des heiligen Antonius“
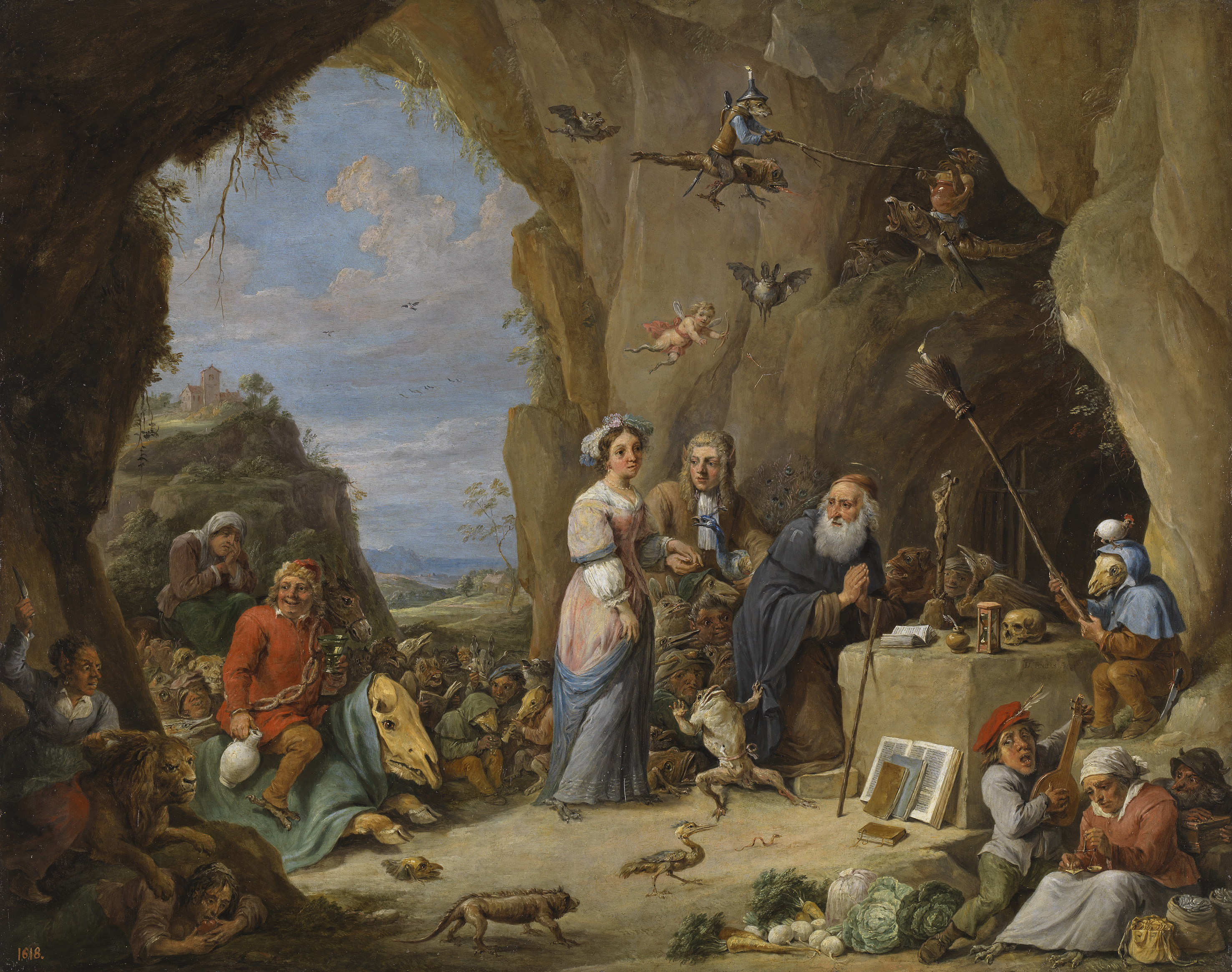
Um 1633–1667
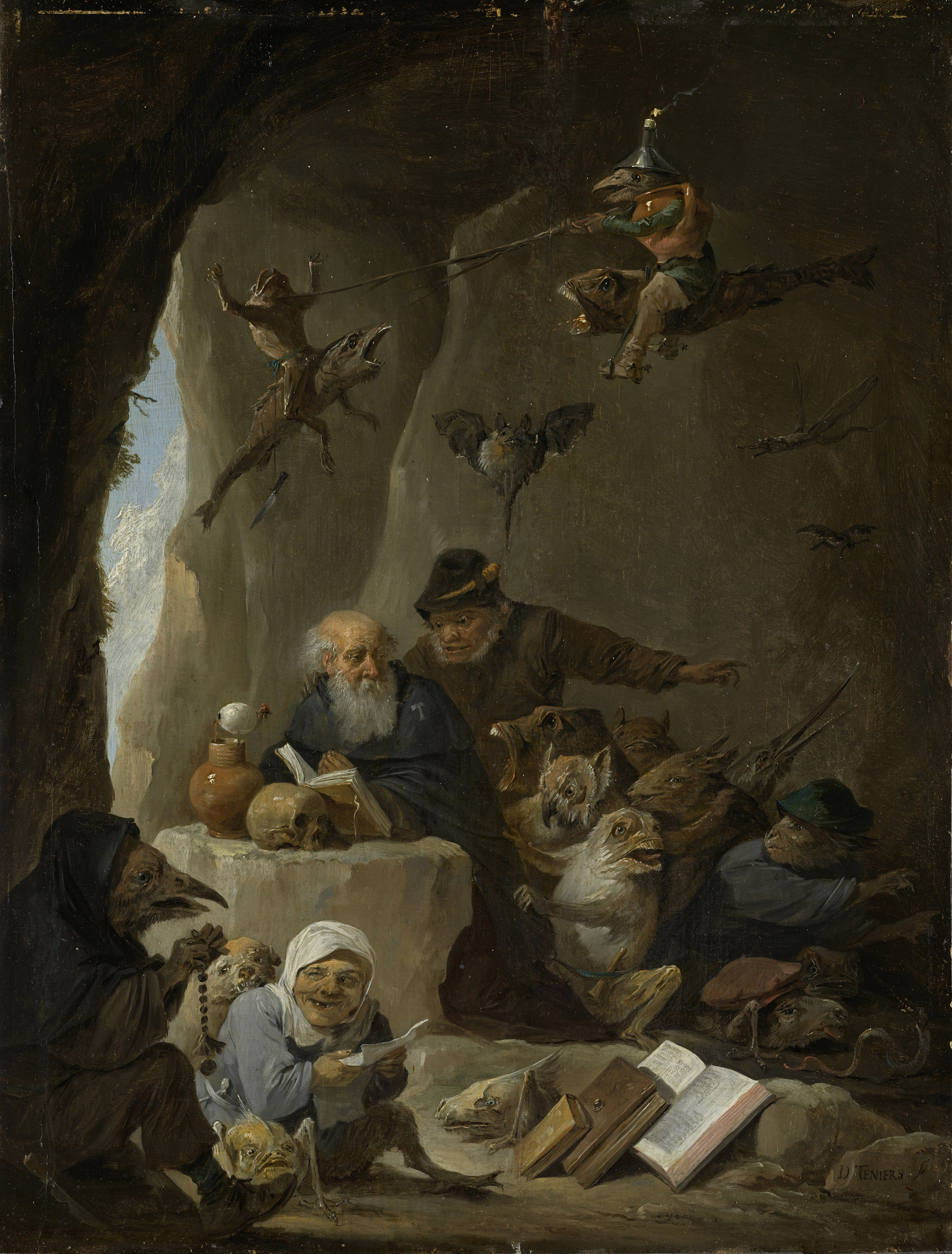
Um 1640–1660
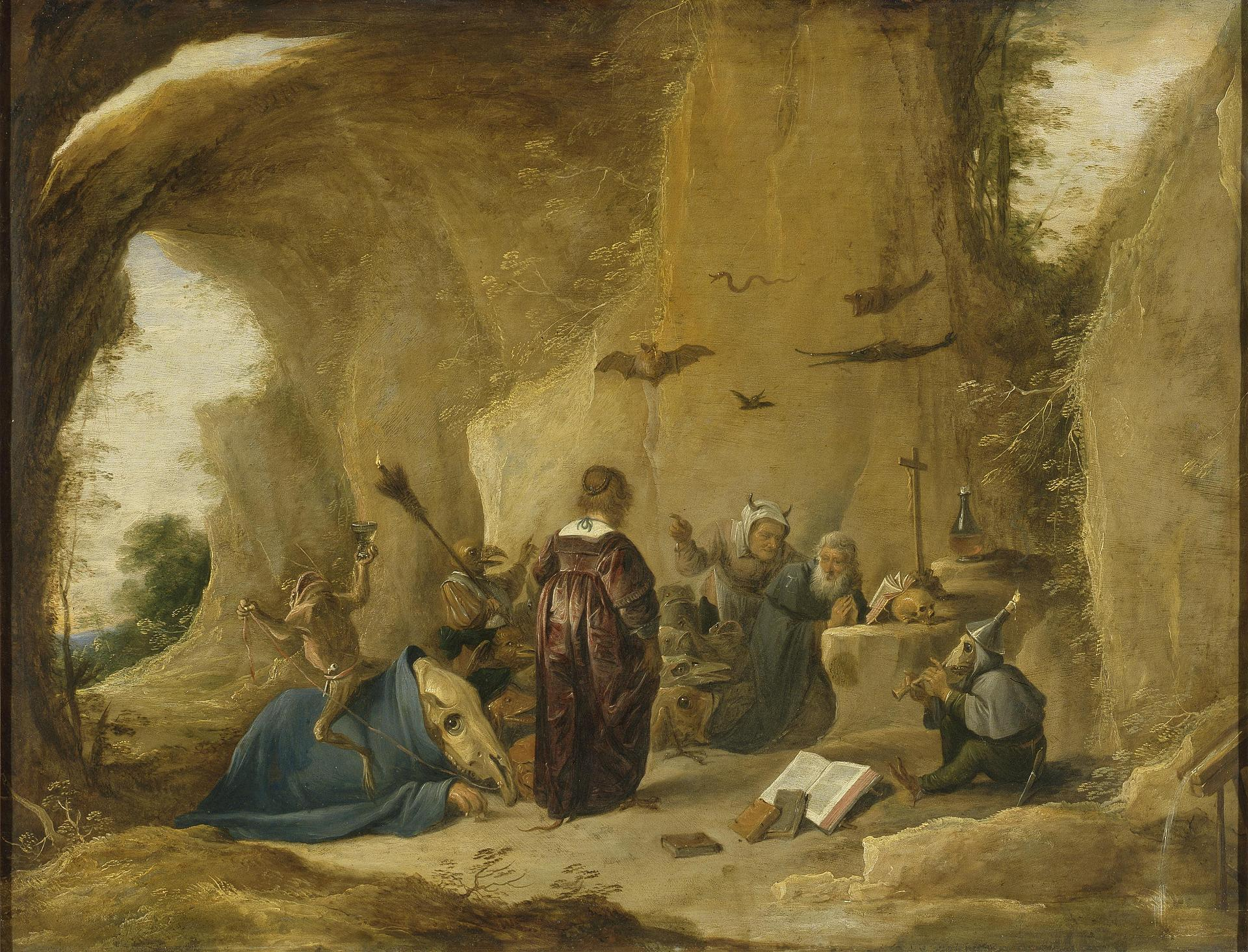
Um 1644–1646
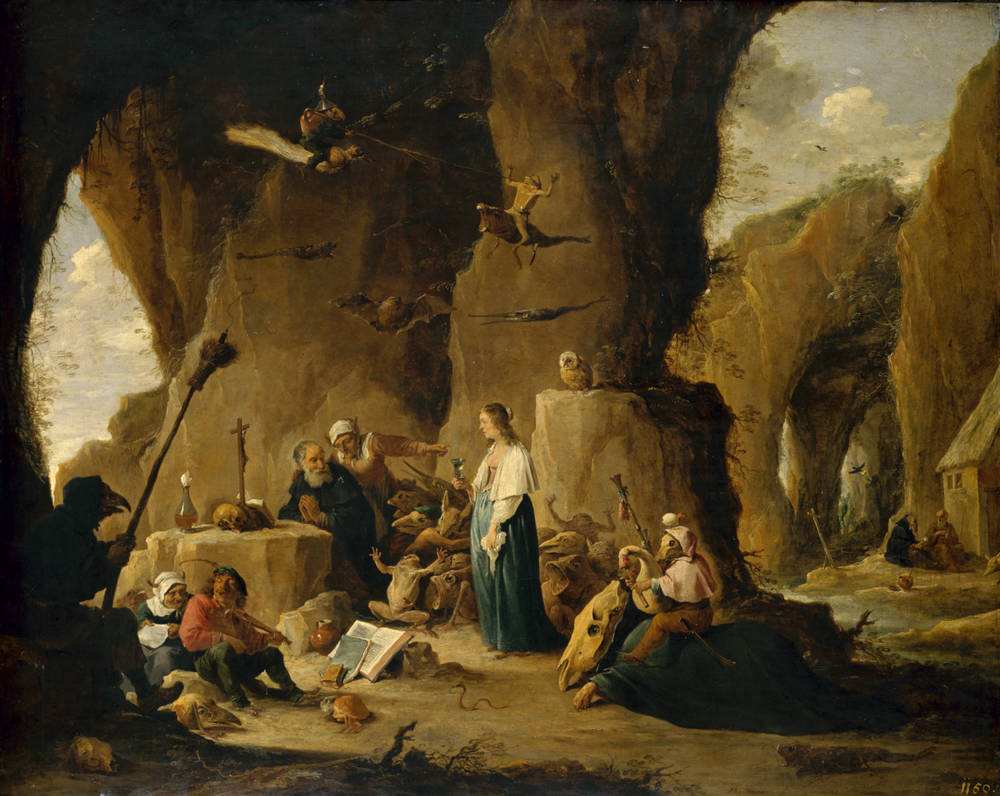
Um 1645